# Território do Arizona
O Território do Arizona foi um território incorporado organizado dos Estados Unidos que existiu entre 24 de fevereiro de 1863 até 14 de fevereiro de 1912, quando foi admitido à união como o Estado do  Arizona. O Território do Arizona foi criado a partir da metade ocidental do Território do Novo México durante a Guerra Civil Americana.
Após a expansão do Território do Novo México em 1853, como resultado da "Compra Gadsden", várias propostas para uma divisão do território e a organização de um Território separado do Arizona na metade sul do território foram apresentadas já em 1856. Essas propostas surgiram de preocupações sobre a capacidade do governo territorial de Santa Fé de administrar com eficácia as porções sul do território recém-adquiridas.

## Capital
A primeira capital foi fundada em 1864 em Prescott, na área controlada pela União do norte. A capital foi transferida para Tucson em 1868 e de volta para Prescott em 1877. A capital foi finalmente transferida para Phoenix em 4 de fevereiro de 1889.